# سیارک ۹۹۸۸
سیارک ۹۹۸۸ (به انگلیسی: 9988 Erictemplebell، نامگذاری:1997RX6) نه هزار و نهصد و هشتاد و هشتمین سیارک کشف شده‌است که در ۹ سپتامبر ۱۹۹۷ کشف شد.
قدر مطلق سیارک برابر ۱۲٫۸۰ است.